# Travanca de Lagos
Travanca de Lagos es una freguesia portuguesa del concelho de Oliveira do Hospital, con 16,77 km² de superficie y 1.448 habitantes (2001). Su densidad de población es de 86,3 hab/km².